# John Lennon/Plastic Ono Band
Az 1970. december 11-én megjelent John Lennon/Plastic Ono Band John Lennon első hivatalos szólólemeze. Ez előtt három kísérleti albumot Yoko Onóval közösen, egy koncert albumot pedig a The Plastic Ono Band neve alatt jelentetett meg. A Beatles-tagok első szólólemezei közül ez jelent meg a legkésőbb. Széles körben elterjedt az a nézet, miszerint ez Lennon legjobb szólólemeze.
A Beatles 1970 áprilisában történt feloszlása után Lennon és Ono részt vett Arthur Janov négy hónapos ősterápiáján, Los Angelesben. Mivel ez a terápia arra szolgált, hogy szembenézzen gyerekkori traumáival (lemondtak róla, magányos volt, anyja meghalt), Lennon szabadjára engedte dühét, traumáival a művészet segítségével számolt le. Ono ugyanekkor felvett albuma (Yoko Ono/Plastic Ono Band) az asszony számára egy lelki megtisztulással ért fel.
Szeptemberben visszatértek Nagy-Britanniába, és megkérték Phil Spectort, hogy mindkettejük albumának legyen a társproducere. Ringo Starr dobolt, Klaus Voormann (egy régi barát Hamburgból, a Revolver borítójának tervezője és a Manfred Mann tagja) basszusgitározott, Billy Preston, aki korábban a Beatles-szel is dolgozott, a God című dalban zongorázott. Lennon játszotta az összes gitárszólamot és a legtöbb zongoraszólamot is.
Mivel az album középpontjában a nyers érzelmek állnak, a zene eléggé egyszerű. Az egyetlen, amit szabadjára engedtek, az Lennon szívszaggató kiáltása (a terápia hatása), ez a Mother és a Well Well Well című dalban kap fontos szerepet.
Az albumon Lennon több témát érint: a Motherben azt, hogy szülei elhagyták; a társadalmi osztályharcot a Working Class Hero-ban (ez az egyik első dal, melyben előfordul a „fucking” szó, ráadásul kétszer is); a Love emlékeztető, hogy a fájdalom és a düh ellenére még fontos neki a szerelem; és végül a God, amelyben mindent tagad, ami a popkultúráról szól – a Beatlest is – és kimondja, hogy ő és Ono csak egymásban hisznek és mindenkitől függetlenek.
Megjelenése idején sokan dicsérték az albumot, és rendkívüli őszintesége miatt ma is nagy megbecsülésnek örvend. 1971 elején Nagy-Britanniában 8., az USA-ban a 6. lett.
A 2000-ben megjelent, újrakevert CD változaton két új dal volt: Lennon 1971-es slágere, a Power to the People, valamint a Do the Oz, mely az 1998-as John Lennon Anthologyn jelent meg.
2003-ban a Minden idők 500 legjobb albuma szavazásán a John Lennon/Plastic Ono Band a 22. helyet érte el. Szerepel az 1001 lemez, amit hallanod kell, mielőtt meghalsz című könyvben.

## Az album dalai
| 1. | Mother             | John Lennon | 5:37 |
| 2. | Hold On            | John Lennon | 1:52 |
| 3. | I Found Out        | John Lennon | 3:37 |
| 4. | Working Class Hero | John Lennon | 3:50 |
| 5. | Isolation          | John Lennon | 2:51 |

| 1. | Remember        | John Lennon | 4:36 |
| 2. | Love            | John Lennon | 3:24 |
| 3. | Well Well Well  | John Lennon | 5:59 |
| 4. | Look at Me      | John Lennon | 2:55 |
| 5. | God             | John Lennon | 4:10 |
| 6. | My Mummy's Dead | John Lennon | 0:59 |

| 1. | Power to the People | John Lennon           | 3:22 |
| 2. | Do the Oz           | John Lennon, Yoko Ono | 3:07 |

## Közreműködők
- The Plastic Ono Band:
  - John Lennon – ének, gitár, zongora
  - Yoko Ono – szél
  - Ringo Starr – dob, ütőhangszerek
  - Alan White – dob, ütőhangszerek (Power to the People, Do the Oz)
  - Klaus Voormann – basszusgitár
  - Billy Preston – zongora (God)
  - Phil Spector – zongora (Love)

### Produkció
- Phil McDonald – hangmérnök
- Richard Lush – hangmérnök
- John Leckie – hangmérnök
- Andy Stevens – hangmérnök
- Eddie Veal – hangmérnök
- Mal Evans – tea és jókedv
- Dan Richter – borítókép
- John Lennon & Yoko Ono – borítóterv, producer
- Phil Spector – producer